# Abigail Soares de Souza
Abigail Soares de Souza (Leopoldina, c.1890 – ?) foi uma educadora e jornalista brasileira.

## Vida
Nascida no município de Leopoldina, em Minas Gerais, e filha de Helena Constança Botelho Reis e de Olímpio de Souza Reis, Abigail estudou no Colégio Sion. Na área da educação, trabalhou no Grupo Escolar de Leopoldina e depois atuou como professora de francês na Escola Normal da mesma cidade.
A carreira de jornalista começou cedo, desde os 15 anos, quando escrevia para a Gazeta de Leopoldina, um periódico de sua cidade. Mais tarde, escreveu para jornais de circulação mais ampla, como O Paiz e o Jornal do Brasil. Também ganhou o concurso sobre o folclore brasileiro organizado pela revista francesa La Mode Ilustrée.
Casou-se com o jornalista Belisário Augusto Soares de Sousa em 1912.
Foi engajada no trabalho filantrópico e em 1935 integrou-se ao Conselho Deliberativo da Federação das Sociedades de Assistência aos Lázaros e Defesa Contra a Lepra. Também associou-se à Damas da Cruz Verde e ajudou a fundar a maternidade Pro Matre no Rio de Janeiro.

## Obras
- Dias de sol e de sombras.